# Rudi Mädler
Rudi (Rudolf) Mädler (* 17. November 1927 in Littmitz, Kreis Falkenau (ČSR); † 9. Dezember 2020 in Dresden) war ein deutscher General der Nationalen Volksarmee (NVA) der Deutschen Demokratischen Republik.
Er war Chef des Wehrbezirkskommandos Dresden (1976–1988) und vordem Kommandeur des Mot.-Schützenregiments MSR-18 der NVA (1968–1976).

## Leben

### Herkunft und Ausbildung
Mädler wuchs als Sohn eines Elektrikers in einer Handwerkerfamilie unter einfachen Verhältnissen in der deutschsprachigen Sudetengemeinde Lipnice (ČSR; ab 1938 – dt. Littmitz, auch Litmitz) am Südwesthang des Erzgebirges auf.
Nach dem Schulbesuch, die er mit der 12. Klasse in den Grundlagenfächern abschloss, wurde er 1944 zum Arbeitsdienst (RAD) verpflichtet. Von 1944 bis 1945 leistete Mädler Dienst in der Wehrmacht als Soldat der Infanterie. Er war von 1945 bis 1949 in sowjetischer Kriegsgefangenschaft.
Mit seinem freiwilligen Eintritt am 18. Januar 1950 in die bewaffneten Organe der DDR wurde er Angehöriger der Deutschen Volkspolizei (DVP) und entschloss sich, die Offizierslaufbahn einzuschlagen. Zunächst erfolgte von 1950 bis 1951 seine Ausbildung für den Offiziersberuf als Kursant an der Volkspolizeischule/Artillerieschule Glöwen, die er 1951 erfolgreich mit der Ernennung zum ersten Offiziersdienstgrad abschloss.

### Laufbahn im Truppen- und Stabsdienst
Rudi Mädler war in seiner ersten Offiziersdienststellung ab 1951 zunächst als Zugführer in der DVP-Bereitschaft Leipzig eingesetzt. 1952 wurde er in die Kasernierte Volkspolizei (KVP) der DDR übernommen und als Offiziershörer zur Weiterbildung an die Offiziersschule Weimar kommandiert.
Anschließend diente er als Offizier Aufklärung in der KVP-Bereitschaft Halle (KVPD 2915). Von 1953 bis 1956 war Mädler dort Kompaniechef.
Anfang 1956 wurde er in die Nationale Volksarmee (NVA) der DDR übernommen und als Oberoffizier Aufklärung in das neu eingerichtete Kommando Militärbezirk III (Kdo MB III) – Standort in Leipzig – versetzt.
Von 1960 bis 1963 absolvierte Rudi Mädler als Offiziershörer ein Direktstudium für Truppenkommandeure der operativ-taktischen Führungsebene an der Militärakademie „Friedrich Engels“ (MAFE) in Dresden, das er an der Fakultät Landstreitkräfte als Diplom-Militärwissenschaftler (Dipl.-Mil.) 1963 abschloss.
Nach dem Diplomstudium diente er weiter im Stabsdienst im Kommando MB III in der Dienststellung Offizier für Planung (1963–1965) und Oberoffizier Operativ (1965–1967) in der Abteilung Operativ/Kdo MB III – Standort in Leipzig.
1967 wechselte Mädler in den Truppendienst in die 4. Mot.-Schützendivision (4. MSD) und übernahm die Dienststellung 1. Stellvertreter des Kommandeurs im Mot-Schützenregiment MSR-22 – Standort in Mühlhausen.
Im Spätsommer 1968 wurde Rudi Mädler als Kommandeur des Mot.-Schützenregiments MSR-18 der 11. Mot.-Schützendivision (11. MSD) eingesetzt, die zu diesem Zeitpunkt in voller Gefechtsbereitschaft der operativ-strategischen Gruppierung der Vereinten Streitkräfte (VSK – Stab in Legnica, Polen) der Operation „Donau“ übergeben war. Die Übergabe/Übernahme des Regiments wurde im Bereitstellungsraum nahe der Grenze zur ČSSR vollzogen. Nach Aufhebung der operativen Unterstellung im Oktober 1968 führte er als Regimentskommandeur das MSR-18 bis 1976 im Standort Weißenfels.
Nach Übergabe des Regiments 1976 absolvierte Mädler den Akademischen Kurs „Organisation“ (Organisationslehrgang), den er erfolgreich abschloss. Anschließend übernahm Mädler 1976 die Dienststellung Chef des Wehrbezirkskommandos Dresden. Am 7. Oktober 1980 wurde er zum Generalmajor ernannt. Im Verteidigungszustand übernahm das Wehrbezirkskommando (WBK) die Funktion des Stabes der Bezirkseinsatzleitung (BEL). Nach Erreichen der Altersgrenze wurde er am 30. November 1988 im Dienstgrad Generalmajor entlassen.
Rudi Mädler lebte nach Erreichen des Rentenalters in Dresden. Er verstarb dort im Dezember 2020, drei Wochen nach seinem 93. Geburtstag.

## Auszeichnungen
- Vaterländischer Verdienstorden der DDR in Bronze,
- Kampforden „Für Verdienste um Volk und Vaterland“ der DDR in Gold.[1]